# Aldehuela de las Flores
Aldehuela de las Flores es un despoblado español del municipio de Zorita de la Frontera, perteneciente a la provincia de Salamanca, en la comunidad autónoma de Castilla y León.

## Toponimia
El lugar puede aparecer referido como «Aldehuela de las Flores» y «Aldehuela de las Flores de Ávila».

## Historia
Hacia mediados del siglo XIX, el lugar, ya por entonces perteneciente a Zorita de la Frontera, tenía contabilizada una población de cuatro habitantes. Aparece descrito en el primer volumen del Diccionario geográfico-estadístico-histórico de España y sus posesiones de Ultramar de Pascual Madoz con las siguientes palabras:

ALDEHUELA DE FLORES DE AVILA: último desp. al NE. de la prov. de Salamanca (7 leg.), de su ob. y adm. de rent., part. jud. de Peñaranda de Bracamonte (2), agregado en lo civil y ecl. á Zorita de la Frontera (V.) 1/4 de hora: su única casa, en la mayor parte de tierra, de un solo piso, muy inferior, aunque con todas las habitaciones necesarias para la labranza y ganados; está sit. en una hermosa llanura, desde la que se descubren muchas de las pobl. vecinas, y junto á ella, hácia el SE., hay una laguna que cria abundantes y esquisitas tencas. Al O., á 200 pasos, se ven restos de una casa fuerte, y de una igl., destinados hoy para encerrar el ganado. El térm., perteneciente en su mayor parte al marques de Almarza, al conde de Villa-Gonzalo y á la Nacion, pagando el arrendatario al 1.°, la renta de 200 fan. de trigo y 200 de cebada; al 2.°, 30 de la 1.ª especie, y á la Nacion 12 de la misma, confina por N. con Palacios-Rubios (1 leg.), E. con el de Orcajo de las Torres, que es de la prov. de Avila (1 1/2), S. con Rágama (1/2), y O. con Zorita; comprende de 1,200 á 1,300 obradas de terreno regular con algunos pastos, arándose aquellas con mulas y bueyes. Prod.: trigo, cebada, centeno, algarrobas, alguna legumbre; cria ganado lanar y de cerda. Pobl.: 1 vec., 4 hab., sin contar los dependientes que son de los pueblos inmediatos. Riqueza terr. prod.: 338,500 rs.: imp.: 16,925 rs. Paga el colono por toda clase de contr. 2,000 rs.
(Madoz, 1845, pp. 513-514)

En 2023, la entidad singular de población no tenía empadronado ningún habitante.